# Nicolas Bergeron
Nicolas Bergeron (Béthisy-Saint-Pierre, ... – 1584) è stato un giurista e storico francese autore di Royal Valois (storia della casa reale di Valois) nel 1583.

## Biografia
Era un avvocato al Parlamento di Parigi.
Con Antoine Loysel, fu l'esecutore testamentario di Pietro Ramo e dovette lavorare per far rispettare i suoi desideri riguardo alla cattedra di matematica.

## Opere
- Sommaire des temps(1562)
- Le Valois royal (1583)

Scrisse anche di poesia greca, latina e francese. Secondo alcune enciclopedie, aiutò Dumoulin nel suo Commentaire sur la custom de Paris.